# Leefloon
Het leefloon is een financiële tegemoetkoming aan minvermogenden in België.

## Geschiedenis
In 1974 werd het recht op een bestaansminimum ofwel gewaarborgd inkomen ingevoerd. Op 26 mei 2002 werd dit herdoopt in leefloon bij de "wet betreffende het recht op maatschappelijke integratie". Het woord is ingezonden door een radio 1-luisteraar. Deze wet paste ook de rechten en plichten aan. Wie aanklopt bij het OCMW krijgt voortaan een pakket aangeboden, bestaande uit een job en/of een leefloon, al dan niet samen met een geïndividualiseerd project voor maatschappelijke integratie (GPMI). De cliënt krijgt via een integratiecontract kansen om uit de armoede te geraken en zich in te schakelen in de samenleving.

## Doelgroep en voorwaarden
Iedere meerderjarige EU-burger, statenloze of erkend vluchteling komt in aanmerking voor het leefloon. Ook minderjarigen (ontvoogd door huwelijk) of minderjarig ongehuwd met één of meer kinderen ten laste, of minderjarig en zwanger met zijn werkelijke verblijfplaats in België komt in aanmerking. Voor vreemdelingen wordt samengewerkt met het Lokaal Opvang Initiatief (LOI) dat in de werking van het OCMW is geïntegreerd.
Andere basisvoorwaarden zijn: onvoldoende bestaansmiddelen hebben, niet in staat zijn deze door 'werkwilligheid', 'eigen inspanningen' of 'op een andere wijze' te verwerven. Concreet gaat het om personen die geen werklozensteun ontvangen (omdat ze niet meer in orde zijn met de sociale zekerheid, zoals een zelfstandige in moeilijkheden), die geen onroerend goed of groot kapitaal bezitten, die via de uitputtingsprocedure van de sociale zekerheid geen recht hebben op minder-validiteit (IVT-it) en die geen onderhoudsgeld krijgen.
De bevoegde federale instantie die de wetgeving in kader van het recht op maatschappelijke integratie reguleert is de POD Maatschappelijke Integratie, Armoedebestrijding en Sociale Economie.